# Alpha Pavonis
Désignations
Alpha Pavonis (en abrégé α Pav), également nommée Peacock, est une étoile binaire de la constellation du Paon. D'une magnitude apparente de 1,94, elle est visible comme étant l'étoile la plus brillante de la constellation. D'après la mesure de sa parallaxe annuelle par le satellite Hipparcos, le système est situé à environ ∼ 179 a.l. (∼ 54,9 pc) de la Terre.

## Nomenclature
α Pavonis, latinisé Alpha Pavonis, est la désignation de Bayer de l'étoile. Son nom propre de Peacock n'est pas un nom traditionnel. Il fut donné à l'étoile par Her Majesty's Nautical Almanac Office à la fin des années 1930 lors de la création du The Air Almanac, un almanach de navigation pour la Royal Air Force. Parmi les cinquante sept étoiles contenues dans le nouvel almanach, deux ne portaient pas de noms traditionnels : Epsilon Carinae et Alpha Pavonis. La RAF insista pour que toutes les étoiles aient un nom et de nouveaux noms furent inventés. Alpha Pavonis fut nommée Peacock (« Paon ») pour des raisons évidentes, tandis qu'Epsilon Carinae fut nommée Avior. Le nom Peacock est officialisé par l'Union Astronomique Internationale le 20 juillet 2016.

## Propriétés
Alpha Pavonis est une binaire spectroscopique avec une période orbitale de 11,75 jours. Son étoile visible est une sous-géante bleu-blanc de type spectral B2IV. Le système est probablement membre de l'association Toucan-Horloge, une association d'étoiles qui partagent un mouvement commun dans l'espace. On estime que ce groupe est âgé de 45 millions d'années.